# Integrated Windows Authentication
Az Integrated Windows Authentication (IWA, magyarul: Integrált Windows Hitelesítés) egy szakszó, ami olyan Microsoft termékekkel van összefüggésben, amik a SPNEGO, Kerberos és a NTLMSSP hitelesítő protokollokkal vannak kapcsolatban, figyelembe véve a Microsoft Windows 2000 által bevezetett és a Windows NT alapú operációs rendszerek által használt SSPI funkcionalitást. Ezt a szakszót gyakrabban használják inkább a Microsoft Internet Information Services, Internet Explorer és egyéb Active Directoryt ismerő alkalmazások közötti automatikus hitelesítő kapcsolatokra.

## Áttekintés
Az Integrált Windows Hitelesítés a Windows kliens és szerver biztonsági tulajdonságait használja. Ez - a hagyományos hitelesítéssel ellentétben - kezdetben nem kér be a felhasználótól nevet és jelszót. A kliens gépen lévő aktuális Windows felhasználó.
Ha a felhasználót azonosító hitelesítő csere nem fut le sikeresen, akkor a böngésző kér a felhasználótól egy Windows felhasználónevet és jelszót. Az Integrált Windows Hitelesítés önmagában nem egy szabványos vagy hiteles protokoll. Amikor az Integrált Windows Hitelesítés van bekapcsolva egy programban, az arra utal, hogy másodlagos biztonsági mechanizmusokat kell előtérbe helyezni. Hogyha Kerberos szolgáltató van használatban és a célhoz a Kerberos bérlet megszerezhető, és az összes kapcsolódó beállítás engedélyezi a Kerberos hitelesítést (pl. Intranet helyek beállításai Internet Explorerben), a Kerberos 5 protokoll fog próbálkozni. Ellenkező esetben az NTLMSSP hitelesítést kísérli meg végrehajtani. Ugyanígy, ha Kerberos hitelesítéssel próbálkozunk és az sikertelen, akkor az NTLMSSP lesz kipróbálva.
Bővebb technikai információkért az IWA mögött lévő protokollokról, lásd a SPNEGO, Kerberos, NTLMSSP, NTLM, SSPI, és a GSSAPI cikkeket.

## Támogatott böngészők
Az Integrált Windows Hitelesítés működik a legtöbb modern böngészőben, de nem működik HTTP proxyszerverek fölött. Ezért a legjobb intranetben használni, ahol az összes kliens egyetlen domainen belül van. Működhet egyéb böngészőkben is, ha az be van állítva úgy, hogy átadja a felhasználó bejelentkezési igazolását a szervernek, ami hitelesítést kér.
Mozilla Firefox böngészőben Windows operációs rendszer alatt az about:config oldalon kell átadni azokat a domainneveket/webcímeket, amiket hitelesíteni szeretnénk (vesszővel elválasztva, ha több van) a következő formában: "network.negotiate-auth.trusted-uris" (Kerberos esetén) vagy "network.automatic-ntlm-auth.trusted-uris" (NTLM). Macintosh operációs rendszer esetén ez akkor működik, ha van kerberos bérletünk. Néhány weboldal esetén szükségünk lesz beállítani a "network.negotiate-auth.delegation-uris"-t is.
- Opera 9.01 vagy későbbi verziók kezelik az NTLM-t, viszont a hagyományos hitelesítést használják, ha a szerver által ez fel van ajánlva.
- Chrome-ban működik 8.0 verziótól.
- Safari-ban szintén működik, ha van Kerberos bérletünk.

## Fordítás
- Ez a szócikk részben vagy egészben  az   Integrated Windows Authentication című angol Wikipédia-szócikk fordításán alapul.  Az eredeti cikk szerkesztőit annak laptörténete sorolja fel. Ez a jelzés csupán a megfogalmazás eredetét és a szerzői jogokat jelzi, nem szolgál a cikkben szereplő információk forrásmegjelöléseként.
- Ez a szócikk részben vagy egészben  a   Security Support Provider Interface című angol Wikipédia-szócikk fordításán alapul.  Az eredeti cikk szerkesztőit annak laptörténete sorolja fel. Ez a jelzés csupán a megfogalmazás eredetét és a szerzői jogokat jelzi, nem szolgál a cikkben szereplő információk forrásmegjelöléseként.
- Ez a szócikk részben vagy egészben  a   NTLM című angol Wikipédia-szócikk fordításán alapul.  Az eredeti cikk szerkesztőit annak laptörténete sorolja fel. Ez a jelzés csupán a megfogalmazás eredetét és a szerzői jogokat jelzi, nem szolgál a cikkben szereplő információk forrásmegjelöléseként.
- Ez a szócikk részben vagy egészben  a   SPNEGO című angol Wikipédia-szócikk fordításán alapul.  Az eredeti cikk szerkesztőit annak laptörténete sorolja fel. Ez a jelzés csupán a megfogalmazás eredetét és a szerzői jogokat jelzi, nem szolgál a cikkben szereplő információk forrásmegjelöléseként.